# Alphonse Métérié
Alphonse Métérié (1887-1967) est un poète français.
Il reçoit le prix Auguste-Capdeville de l’Académie française en 1957 pour l'Ensemble de son œuvre.

## Œuvres
- Carnet, 1910
- Le Poilu et la Princesse, 1918
- Le Livre des sœurs, 1922
- Le Cahier noir, 1923
- Nocturnes, 1928, aux éditions Edgar Malfère, Amiens, collection "Le bouquet d'oeillets", édition originale composée de 650 exemplaires
- Petit Maroc, 1929
- Cophetuesques, 1934
- Petit Maroc deux, 1934
- Les Cantiques de Frère Michel, 1944
- Vétiver, 1946
- Proella ou le Second Livre des sœurs, 1951
- Éphémères, 1957